# Adrian Chróściel
Adrian Chróściel (ur. 1987) – polski rugbysta występujący na pozycji filara lub młynarza. Wielokrotny reprezentant kraju, medalista mistrzostw Polski juniorów i seniorów, przez większość kariery związany z Pogonią Siedlce, której był kapitanem.

## Kariera  klubowa
Jest wychowankiem Pogoni Siedlce. Na pierwsze treningi trafił jako uczeń gimnazjum, namówiony przez jednego z kolegów. Na szczeblu młodzieżowym początkowo był zawodnikiem klubu z Siedlec, natomiast latem 2005 roku reprezentował barwy Orkana Sochaczew. Z drużyną tą zdobył srebrny medal mistrzostw Polski juniorów oraz złoto w mistrzostwach kraju juniorów w odmianie siedmioosobowej.
Jesienią 2005 roku Chróściel ponownie występował w barwach Pogoni Siedlce, zaliczając swoje pierwsze mecze w I lidze seniorów. Ekipa z Południowego Podlasia zajęła w rozgrywkach ostatnie miejsce i spadła do II ligi. Wiosną 2007 roku, w połowie sezonu ponownie dołączył do występującego klasę wyżej Orkana Sochaczew, gdzie rozegrał jednak zaledwie jedną rundę (siedem spotkań), nim powrócił do Pogoni. Ta w kolejnych sezonach balansowała pomiędzy I a II ligą: w sezonie 2007/2008 po barażach awansowała do najwyższej klasy rozgrywkowej, by już rok później wrócić na ligowe zaplecze.
Latem 2009 roku Chróściel przeniósł się do Warszawy, gdzie został zawodnikiem drużyny AZS-AWF. Występował tam przez rok, notując 13 spotkań i cztery przyłożenia. Zespół ze stolicy mimo zajęcia po sezonie zasadniczym 5. miejsca (na osiem startujących drużyn) przegrał oba mecze w fazie play-out (w tym stosunkiem 10:11 decydujący z Ogniwem Sopot) i spadł z ligi.
W tej sytuacji zawodnik raz jeszcze zmienił klub, dołączając do Budowlanych Lublin. W sezonie 2010/2011 beniaminek zajął w Ekstralidze czwarte miejsce – po porażce w meczu o brązowy medal z Lechią Gdańsk. W połowie kolejnego sezonu z drużyny Budowlanych odeszło aż ośmiu zawodników, w tym Chróściel, który wrócił do swojego macierzystego klubu, Pogoni Siedlce.
W barwach Pogoni występował przez kolejnych 11 lat, przez długi czas pełniąc funkcję kapitana drużyny. Po tym, jak jeszcze w 2012 roku zespół z Siedlec awansował do najwyższej klasy rozgrywkowej, zdołał ugruntować swoje miejsce w krajowej elicie. Do największych sukcesów Chróściela w tym czasie zaliczyć należy srebrny medal w sezonie 2013/2014 (porażka 3:36 z Lechią Gdańsk, najlepsze miejsce w historii klubu) oraz trzy kolejne brązowe medale, w sezonach 2016/2017, 2018 oraz 2019.
W 2022 roku, po wygranym meczu z Posnanią, który gwarantował Pogoni utrzymanie w Ekstralidze, Chróściel ogłosił zakończenie kariery sportowej. Jego decyzja przynajmniej częściowo miała być podyktowana względami osobistymi i spodziewanymi narodzinami kolejnego dziecka. Z jego własnych wyliczeń wynikać miało, że w barwach Pogoni rozegrał łącznie, we wszystkich okresach, 206 meczów, zdobywając 190 punktów. Jako że ostatni mecz sezonu rozgrywany był na wyjeździe, zapowiadał, że chciałby w nowych rozgrywkach jeszcze raz zaprezentować się przed własnymi kibicami. Oficjalne pożegnanie kapitana Pogoni odbyło się po meczu z Arką Gdynia w październiku 2022 roku, choć miesiąc później wystąpił też w podstawowym składzie w wysoko przegranym meczu z mistrzem Polski Orkanem Sochaczew.

## Kariera reprezentacyjna
Do reprezentacji Polski po raz pierwszy został powołany w kategorii wiekowej do lat 16 – na miniturniej rozgrywany w maju 2004 roku w niemieckim Heidelbergu. Spośród dwóch meczów, w których polscy kadeci ulegli nieznacznie rywalom z Czech i Niemiec, Chróściel wystąpił w obu, zdobywając przyłożenie w drugim z wymienionych. Razem z nim w drużynie grali wówczas przyszli reprezentanci Polski seniorów jak np. Michał Krużycki czy Stanisław Powała-Niedźwiecki.
W drugiej połowie tego roku trafił do reprezentacji U-18 z którą w marcu 2005 roku wziął udział w Mistrzostwach Europy we Francji. Oprócz niego w kadrze znaleźli się m.in. Dawid Banaszek, Jan Cal, Rafał Janeczko czy Tomasz Rokicki. Polacy zajęli trzecie miejsce w dywizji B (11. miejsce ogółem), a Chróściel wystąpił w pierwszym składzie we wszystkich trzech meczach.
W latach 2006–2007 powoływany był do kadry do kat 20, uczestniczył w Mistrzostwach Europy w tej kategorii wiekowej, które w 2006 roku rozgrywano na Pomorzu. W 2008 roku otrzymał powołanie do reprezentacji U-21.
Wśród seniorów debiutował w 2011 roku w meczu Puchar Narodów Europy z Czechami, w którym zmienił Grzegorza Jańca. W kolejnych latach był stałym członkiem składu reprezentacji, czterokrotnie występując w ciągu jednego roku w pięciu lub więcej meczach. Występy w kadrze zakończył  w 2021 roku na 37 meczach. Spośród nich w wyjściowym ustawieniu wybiegał jedynie siedmiokrotnie (Madagaskar i Sri Lanka w 2013, Holandia w 2014, Ukraina w 2015 – dwa mecze, Holandia w 2018 – dwa mecze), w pozostałych meczach pełnił rolę zmiennika. Jak sam wskazywał, jego celem w ostatnich latach kariery było osiągnięcie elitarnego w polskich warunkach progu 40 meczów („klub 40”), co jednak nie powiodło się – po części z uwagi na odwołane z powodu panedemii COVID-19 rozgrywki.
| Drużyna narodowa | Rok  | Mecze | Punkty |
| ---------------- | ---- | ----- | ------ |
| Polska           | 2011 | 3     | 0      |
| Polska           | 2012 | 3     | 0      |
| Polska           | 2013 | 7     | 0      |
| Polska           | 2014 | 5     | 0      |
| Polska           | 2015 | 5     | 0      |
| Polska           | 2016 | 1     | 0      |
| Polska           | 2017 | 1     | 0      |
| Polska           | 2018 | 6     | 0      |
| Polska           | 2019 | 4     | 0      |
| Polska           | 2020 | 1     | 0      |
| Polska           | 2021 | 1     | 0      |
| Suma             | Suma | 37    | 0      |

| Występy w reprezentacji Polski | Występy w reprezentacji Polski | Występy w reprezentacji Polski           | Występy w reprezentacji Polski | Występy w reprezentacji Polski | Występy w reprezentacji Polski |
| Lp.                            | Data                           | Stadion, miasto                          | Przeciwnik                     | Wynik                          | Zdobyte punkty                 |
| ------------------------------ | ------------------------------ | ---------------------------------------- | ------------------------------ | ------------------------------ | ------------------------------ |
| 1.                             | 15.10.2011                     | Stadion Sandecji, Nowy Sącz              | Czechy                         | 20:13                          | 0                              |
| 2.                             | 12.11.2011                     | Stadion Dinamo, Kiszyniów                | Mołdawia                       | 17:17                          | 0                              |
| 3.                             | 19.11.2011                     | Stadion MOSiR, Gdańsk                    | Niemcy                         | 34:8                           | 0                              |
| 4.                             | 7.04.2012                      | Stadion Króla Baudouina I (A2), Bruksela | Belgia                         | 13:20                          | 0                              |
| 5.                             | 21.04.2012                     | Nationaal Rugby Centrum, Amsterdam       | Holandia                       | 32:19                          | 0                              |
| 6.                             | 6.10.2012                      | Stadion Josefa Kohouta, Říčany           | Czechy                         | 29:3                           | 0                              |
| 7.                             | 30.03.2013                     | Narodowy Stadion Rugby, Gdynia           | Ukraina                        | 13:12                          | 0                              |
| 8.                             | 1.06.2013                      | Korsängens IP, Enköping                  | Szwecja                        | 11:19                          | 0                              |
| 9.                             | 7.09.2013                      | Stadion Polonii, Warszawa                | Szwecja                        | 30:9                           | 0                              |
| 10.                            | 12.10.2013                     | Stadion Polonii, Warszawa                | Czechy                         | 30:10                          | 0                              |
| 11.                            | 29.10.2013                     | Colombo Racecourse Ground, Kolombo       | Madagaskar                     | 21:25                          | 0                              |
| 12.                            | 1.11.2013                      | Colombo Racecourse Ground, Kolombo       | Sri Lanka                      | 25:26                          | 0                              |
| 13.                            | 9.11.2013                      | Sportforum Hohenschönhausen, Berlin      | Niemcy                         | 13:43                          | 0                              |
| 14.                            | 5.04.2014                      | Stadion ROSRRiT, Siedlce                 | Mołdawia                       | 12:21                          | 0                              |
| 15.                            | 26.04.2014                     | Stadion Junist´, Lwów                    | Ukraina                        | 28:29                          | 0                              |
| 16.                            | 6.09.2014                      | Stadion Polonii, Warszawa                | Szwecja                        | 29:17                          | 0                              |
| 17.                            | 18.10.2014                     | Stadion Polonii, Warszawa                | Holandia                       | 9:8                            | 0                              |
| 18.                            | 15.11.2014                     | Stadion Dinamo, Kiszyniów                | Mołdawia                       | 25:48                          | 0                              |
| 19.                            | 18.04.2015                     | Stadion Króla Baudouina I (A2), Bruksela | Belgia                         | 23:53                          | 0                              |
| 20.                            | 9.05.2015                      | Arena Lublin, Lublin                     | Ukraina                        | 17:20                          | 0                              |
| 21.                            | 12.09.2015                     | Korsängens IP, Enköping                  | Szwecja                        | 29:11                          | 0                              |
| 22.                            | 17.10.2015                     | Stadion Podilla, Chmielnicki             | Ukraina                        | 14:30                          | 0                              |
| 23.                            | 14.11.2015                     | Stadion Polonii, Warszawa                | Mołdawia                       | 18:14                          | 0                              |
| 24.                            | 30.04.2016                     | Nationaal Rugby Centrum, Amsterdam       | Holandia                       | 16:40                          | 0                              |
| 25.                            | 28.10.2017                     | Stadion Markéta, Praga                   | Czechy                         | 14:19                          | 0                              |
| 26.                            | 3.03.2018                      | Nationaal Rugby Centrum, Amsterdam       | Holandia                       | 30:71                          | 0                              |
| 27.                            | 17.03.2018                     | Stade des Cherpines, Plan-les-Ouates     | Szwajcaria                     | 24:30                          | 0                              |
| 28.                            | 24.03.2018                     | Stadion Widzewa, Łódź                    | Portugalia                     | 25:27                          | 0                              |
| 29.                            | 29.09.2018                     | Stadion mládeže, Zlin                    | Czechy                         | 41:22                          | 0                              |
| 30.                            | 3.11.2018                      | Stadion Widzewa, Łódź                    | Litwa                          | 33:0                           | 0                              |
| 31.                            | 17.11.2018                     | Arena Lublin, Lublin                     | Holandia                       | 0:49                           | 0                              |
| 32.                            | 16.02.2019                     | Complexo Municipal de Atletismo, Setúbal | Portugalia                     | 5:65                           | 0                              |
| 33.                            | 23.03.2019                     | Stadion Miejski, Łódź                    | Szwajcaria                     | 25:28                          | 0                              |
| 34.                            | 2.11.2019                      | Stadion Miejski, Łódź                    | Niemcy                         | 15:35                          | 0                              |
| 35.                            | 23.11.2019                     | Yverdon-les-Bains                        | Szwajcaria                     | 23:20                          | 0                              |
| 36.                            | 29.02.2020                     | Nationaal Rugby Centrum, Amsterdam       | Holandia                       | 6:7                            | 0                              |
| 37.                            | 11.09.2021                     | Stadion Juvenii, Kraków                  | Węgry                          | 43:3                           | 0                              |

## Życie prywatne
Z żoną Kingą ma dwójkę dzieci, urodzoną w 2022 roku córkę i cztery lata starszego syna.
W czasie kariery sportowej ukończył studia prawnicze. W 2016 roku zdał egzamin adwokacki; jeszcze w czasie kariery sportowej podjął praktykę zawodową.
W 2014 roku bez powodzenia startował z listy Siedleckiego Towarzystwa Samorządowego (Komitet Wyborczy STS) w wyborach do Rady Miasta Siedlec. Otrzymał 128 głosów, co stanowiło drugi wynik na liście.